# Siretul Mijlociu - Bucecea
Siretul Mijlociu - Bucecea este o arie protejată (arie specială de conservare — SAC, sit de importanță comunitară — SCI) din România, desemnată în scopul protejării biodiversității și menținerii într-o stare de conservare favorabilă a florei spontane și faunei sălbatice, precum și a habitatelor naturale de interes comunitar aflate în arealul zonei de protecție. Aceasta se întinde pe o suprafață de 586,7 ha, integral pe uscat.

## Localizare
Centrul sitului Siretul Mijlociu - Bucecea este situat la coordonatele47°43′41″N 26°24′25″E / 47.728155°N 26.406911°E. Situl se întinde pe teritoriul administrativ al orașului Bucecea și pe cel al comunei Vârfu Câmpului din județul Botoșani; și pe cele ale comunelor Dumbrăveni, Hănțești și Siminicea  din județul Suceava.

## Înființare
Situl Siretul Mijlociu - Bucecea a fost declarat sit de importanță comunitară (ROSCI0391) în septembrie 2011 pentru a proteja 8 specii de animale. Situl a fost protejat și ca arie specială de conservare (ROSAC0391) în mai 2022.

## Biodiversitate
Situată în ecoregiunea continentală, aria protejată conține 1 habitat natural: Liziere de ierburi înalte hidrofile de câmpie și de nivel montan până la alpin.
La baza desemnării sitului se află mai multe specii protejate:
- mamifere (1): vidră de râu (Lutra lutra)
- nevertebrate (1): scoică-mică-de-râu (Unio crassus)
- pești (6): avat (Aspius aspius), mreană vânătă (Barbus petenyi), zvârlugă (Cobitis taenia Complex), porcușor de nisip (Romanogobio kesslerii), porcușor de șes (Romanogobio vladykovi), câră (Sabanejewia balcanica)